# 華金蘇亞雷斯

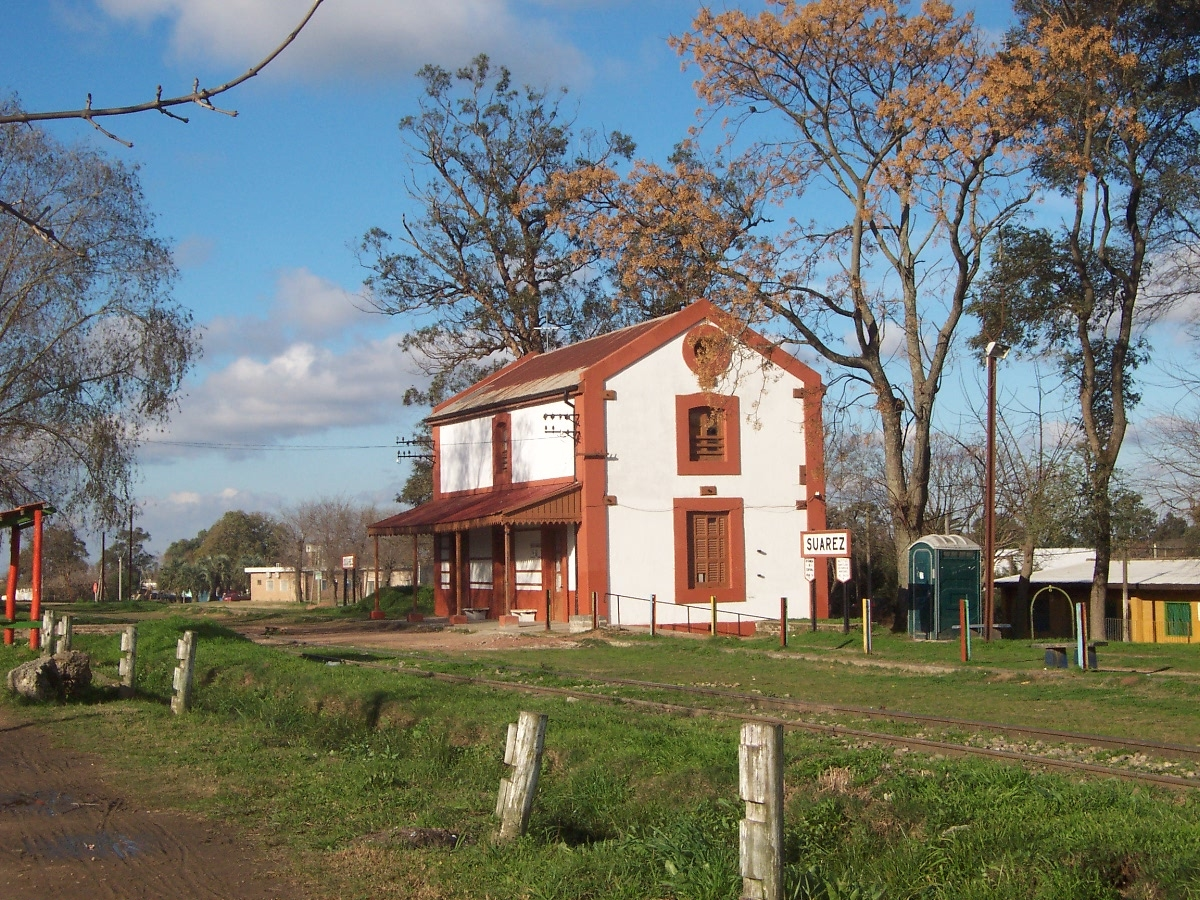

34°44′0″S 56°2′0″W / 34.73333°S 56.03333°W
華金蘇亞雷斯（西班牙語：Joaquín Suárez），是烏拉圭的城鎮，位於該國南部，由卡內洛內斯省負責管轄，處於紹塞以北約10公里，始建於1882年10月15日，海拔高度50米，2011年人口6,570。